# Cercyon assecla
Cercyon assecla är en skalbaggsart som beskrevs av Ales Smetana 1978. Cercyon assecla ingår i släktet Cercyon och familjen palpbaggar. Inga underarter finns listade i Catalogue of Life.